# Одиссея капитана Блада (фильм, 1935)
«Одиссея капитана Блада» (англ. Captain Blood) — чёрно-белая приключенческая костюмированная мелодрама 1935 года по мотивам одноимённого романа Рафаэля Сабатини о капитане Бладе. Первый из знаменитой серии фильмов плаща и шпаги с участием Эррола Флинна. Номинация на премию «Оскар» за лучший звук (Натан Левинсон).

## Сюжет
В 1685 году во время восстания против короля Якова II врач-ирландец Питер Блад попадает под суд по несправедливому обвинению в измене. Его приговаривают к смерти через повешение, но в итоге заменяют этот приговор десятью годами каторги в южных колониях Англии. На невольничьем рынке в Порт-Рояле, где богатые плантаторы присматривают себе новых рабов, на Блада обращает внимание юная красавица Арабелла, племянница плантатора Бишопа, и уговаривает дядю купить его.
Блад страстно хочет бежать. Однажды ночью на Порт-Рояль нападают испанские пираты, и начавшаяся суматоха помогает ему и его другу Джереми Питту осуществить побег. Узнав о исчезновении рабов, полковник Бишоп клянётся жестоко покарать Блада.
Тем временем Бладу и Питту не остаётся ничего другого, кроме как стать пиратами. На этом поприще Блад добивается определённого успеха и становится капитаном пиратского судна, бороздящего просторы Карибского моря.
Во время стоянки на Тортуге Бладу приходится заключить союз с французом Левасером, пиратским капитаном и отъявленным негодяем. Левасер нападает на английское судно и берет в плен двух его пассажиров, лорда Уиллогби и Арабеллу Бишоп — девушка гостила в Англии и теперь возвращается к дяде, ставшему к тому времени губернатором Ямайки. Желая спасти Арабеллу из лап Левасера, Блад пытается выкупить её за горсть ценного жемчуга, но пират отказывается от выкупа и вступает с Питером в схватку. Во время этого поединка Блад убивает француза.
Арабелла неправильно истолковывает благородный поступок своего спасителя и оскорбляет его презрительными словами. Блада глубоко задевает её отношение, и он принимает рискованное решение отвезти девушку в Порт-Рояль. После кровопролитного сражения в гавани лорд Уиллогби сообщает Бладу о смещении Якова II и о том, что его преемник Вильгельм III подписал бумагу о его помиловании. В итоге Блад прощается с пиратским прошлым, принимает пост губернатора, а Арабелла, давно влюблённая в него, соглашается стать его женой.

## В ролях
- Эррол Флинн — капитан Питер Блад, возлюбленный Арабеллы, доктор, бывший пират, позже губернатор
- Оливия де Хэвилленд — Арабелла Бишоп, возлюбленная Блада
- Лайонел Этуилл — полковник Бишоп, дядя Арабеллы, хозяин Блада, бывший губернатор
- Бэзил Ратбоун — Капитан Левасер, пират
- Росс Александер — Джереми Питт, друг Блада, бывший шкипер
- Гай Кибби — Генри (в романе Натаниэль) Хагторп, мастер-стрелок
- Роберт Бэррат — Джон (в романе Эдвард (Нед)) Волверстон
- Генри Стивенсон — лорд Уиллоби
- Хобарт Кавано — доктор Бронсон
- Дональд Мик — доктор Уокер
- Джесси Ральф — миссис Барлоу
- Форрестер Харви — честный Нуттэлл
- Фрэнк МакГлинн ст. — преподобный Уриа (в романе Нед) Огл, канонир
- Холмс Херберт — капитан Гарднер
- Дэвид Торренс — Эндрю Бейнс
- Дж. Кэррол Нэш — Каузак (в титрах Дж. Кэрролл Нэйш)
- Педро Де Кордоба — Дон Диего де Эспиноса-и-Вальдес, бывший капитан корабля «Синко Льягас», впоследствии переименованного в «Арабеллу»
- Джордж Хасселл — губернатор
- Гарри Кординг — Кент
- Леонард Мьюди — барон Джордж Джеффрис, судья
- Иван Ф. Симпсон — прокурор (в титрах Иван Симпсон)
- Мэри Форбс — миссис Стид
- Эдвард Э. Клайв — клерк суда
- Колин Кенни — лорд Честер Дайк
- Вернон Стил — король Яков II
- Стюарт Кейси — лорд Гилдой
- Гарднер Джеймс — Слэйв

## Работа над фильмом
Фильм о приключениях Питера Блада был запущен в производство студией Warner Bros. в ответ на оглушительный успех тальберговского "Мятежа на «Баунти». Создателям фильма удалось сэкономить бюджет за счёт использования сцен морских баталий из немых фильмов 1920-х годов. (В батальных сценах были задействованы не настоящие корабли, а небольшие модели.)
В роли капитана Блада должен был сняться англичанин Роберт Донат, но в итоге руководители Warner Bros. решили рискнуть и заменили его на 26-летнего Эррола Флинна, тогда никому не известного актёра из Австралии. После «Капитана Блада» он снимется с Оливией де Хэвилленд ещё в десятке фильмов, в основном приключенческих.
По собственному признанию Флинна, на съёмочной площадке он часто разыгрывал свою партнёршу. Некоторые из его шуток были довольно злыми — так, например, однажды актёр спрятал в белье Оливии дохлую змею, чем очень напугал актрису. Бэзил Ратбоун, исполнитель роли капитана Левасера, недолюбливал Эррола Флинна. Как гласит легенда, в сцене поединка их героев Ратбоун отвлек внимание противника, сообщив, что получит за участие в картине значительно больше, чем Флинн, и преднамеренно ранил его в руку.
В 1936 году фильм был номинирован на получение премии «Оскар» в категориях лучший фильм, лучшая режиссура (Майкл Кёртис), лучший сценарий (Кэйси Робинсон), лучшая музыка.